# هنری کورنلیوس
هنری کورنلیوس (انگلیسی: Henry Cornelius؛ ۱۸ اوت ۱۹۱۳ – ۲ مهٔ ۱۹۵۸) یک کارگردان، تهیه‌کننده، فیلم‌نامه‌نویس و تدوین‌گر اهل بریتانیا بود. از آثار او می‌توان به گذرنامه ورود به پیملیکو (۱۹۴۹) اشاره کرد.